# Lisa Cholodenko
Lisa Cholodenko (5 de junio de 1964) es una escritora y directora de películas y televisión estadounidense. Conocida por su aclamada comedia dramática de 2010 The Kids Are All Right,  por la que fue nominada para varios premios incluyendo los Premios de la Academia a Mejor Película.

## Carrera
Creció en una familia judeo-ucraniana, en el Valle de San Fernando, Cholodenko comenzó su carrera en la industria del cine en Nueva York en la década de 1990.

Después de algunos cortos hizo su debut en el cine como escritora y directora con la película High Art (1998), con la que ganó el premio Waldo Salt Screenwriting en el Festival de Cine de Sundance. Su segundo trabajo fue Calle de tentaciones en 2002. También dirigió episodios de Homicidio: Vida en la calle (1999), Six Feet Under (2001) y The L Word (2005). En 2009, Cholodenko dirigió la película The Kids Are All Right, que ella coescribió con Stuart Blumberg, obteniendo un Oscar por Mejor Guion.

## Filmografía

### Como Directora
- Souvenir (1994)
- Dinner Party (1997)
- High Art (1998)
- Homicide: Life on the Street (episodio: "The Same Coin") (1999)
- Six Feet Under (episodio: "Familia") (2001)
- Push, Nevada (episodio: "The Letter of the Law") (2002)
- Laurel Canyon (2002)
- Cavedweller (2004)
- The L Word (episodio: "Lynch Pin") (2005)
- The Kids Are All Right (2010)
- Olive Kitteridge (2014)

### Como Escritora
- Souvenir (1994/II)
- Dinner Party (1997)
- High Art (1998)
- Laurel Canyon (2002)
- The Kids Are All Right (2010)

### Como Personal Misceláneo
- Boyz n the Hood (1991) (asistente de posproducción)
- Used People (1992)
- The Incredibly True Adventure of Two Girls in Love (1995)
- Some of These Days (1996) (asistente del director)

### Como Editora
- Dinner Party (1997)

### Como Productora
- Souvenir (1994/II)
- Crawl (1994)

### Como Ella Misma
- Intimate Portrait (episodio: "Ally Sheedy") (1999) (TV)
- In the Company of Women (2004) (TV)
- Notes on the Death of Kodachrome (2006)

## Premios y nominaciones
Premios Óscar
| Año  | Categoría            | Película               | Resultado |
| ---- | -------------------- | ---------------------- | --------- |
| 2011 | Mejor guion original | The Kids Are All Right | Nominada  |